# Ратчино (Ленинградская область)
Ра́тчино — деревня Фалилеевского сельского поселения Кингисеппского района Ленинградской области.

## История
Впервые упоминается в Писцовой книге Водской пятины 1500 года как село Ратчино в Егорьевском Ратчинском погосте Ямского уезда.
Затем как церковная деревня Ratzina Kirkie by в Ратчинском погосте в шведских «Писцовых книгах Ижорской земли» 1618—1623 годов.
На карте Ингерманландии А. И. Бергенгейма, составленной по шведским материалам 1676 года, она обозначена как деревня Ratsina.
На шведской «Генеральной карте провинции Ингерманландии» 1704 года — как деревня Ratsinabÿ при мызе Rÿskÿrokia.
Как село Рацина она обозначена на «Географическом чертеже Ижорской земли» Адриана Шонбека 1705 года.
На карте Санкт-Петербургской губернии Я. Ф. Шмидта 1770 года упоминается как село Рачинской Погост.
В 1805 году супруги Э. К. и И. Л. Альбрехт выкупили село Ратчино у Разумовских.
На карте Санкт-Петербургской губернии Ф. Ф. Шуберта 1834 года обозначено село Ратчино, состоящее из 65 крестьянских дворов.

РАТЧИНО — село, принадлежит генерал-майору Албрехту, число жителей по ревизии: 179 м. п., 171 ж. п.

В оном: Церковь деревянная во имя Св. великомученика Георгия. (1838 год)

В 1844 году село Ратчино насчитывало 63 двора.

РАТЧИНО — село наследников штаб-ротмистра Албрехта, 10 вёрст по почтовой, а остальное по просёлочной дороге, число дворов — 60, число душ — 164 м. п. (1856 год)

РАТЧИНО — село, число жителей по X-ой ревизии 1857 года: 141 м. п., 156 ж. п., всего 297 чел.

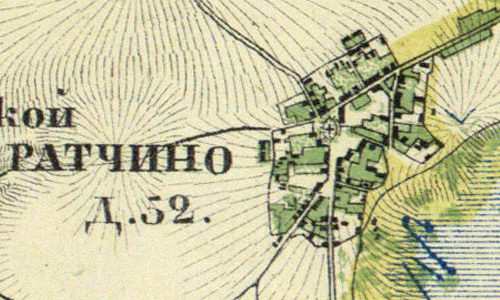
План села Ратчино. 1860 год.

В 1860 году село насчитывало 52 двора.

РАТЧИНО — село владельческое при пруде, число дворов — 52, число жителей: 140 м. п., 157 ж. п.;

Церковь православная. Волостное правление. (1862 год)

Согласно данным 1867 года в селе находилось волостное правление Ратчинской волости, волостным старшиной был временнообязанный крестьянин села Ратчино М. И. Карнеев.
В состав Ратчинской волости входили село Ратчина и деревни: «Велькоты, Горка, Кайбола, Лаузна, Липковицы, Новая, Перелесье, Систа, Тютицы, Фалилеева, Удосолово, Унатицы».
В 1874 году временнообязанные крестьяне деревни выкупили свои земельные наделы у Е. К. Трувеллер и стали собственниками земли.

РАТЧИНО — деревня, по земской переписи 1882 года: семей — 57, в них 132 м. п., 183 ж. п., всего 315 чел.

Сборник Центрального статистического комитета описывал село так:

РАТЧИНО — село бывшее владельческое, дворов — 57, жителей — 290; Волостное правление (уездный город в 30 верстах), церковь православная, лавка. В 4 верстах — винокуренный и пивоваренный заводы, постоялый двор. В 7 верстах — бумажная фабрика. (1885 год).

По земской переписи 1899 года:

РАТЧИНО — село, число хозяйств — 55, число жителей: 152 м. п., 152 ж. п., всего 304 чел.;
 разряд крестьян: бывшие владельческие; народность: русская

В конце XIX — начале XX века село административно относилось к Ратчинской волости 2-го стана Ямбургского уезда Санкт-Петербургской губернии.
С 1917 по 1923 год деревня была административным центром Ратчинской волости Кингисеппского уезда, которая затем вошла в состав Котельской волости.
С 1917 по 1923 год деревня Ратчино входила в состав Ратчинского сельсовета Ратчинской волости Кингисеппского уезда.
С 1923 года в составе Котельской волости.
Согласно данным переписи населения СССР 1926 года в селе Ратчино проживали 388 человек — большинство русские, а также немцы.
С 1927 года в составе Котельского района.
В 1928 году население деревни Ратчино также составляло 388 человек.
Согласно топографической карте 1930 года деревня насчитывала 65 дворов, в центре деревни находились церковь и школа.
С 1931 года в составе Кингисеппского района.
По данным 1933 года деревня Ратчино являлась административным центром Ратчинского сельсовета Кингисеппского района, в который входили 7 населённых пунктов: деревни Малые Корчаны, Луизино, Марфицы, Ратчино, Систо, Унатицы и посёлок Утешенье, общей численностью населения 1229 человек.
По данным 1936 года в состав Ратчинского сельсовета входили 6 населённых пунктов, 266 хозяйств и 5 колхозов.

План деревни Ратчино. 1938 год

Согласно топографической карте 1938 года деревня насчитывала 79 дворов. В деревне находились сельсовет и церковь.
Деревня была освобождена от немецко-фашистских оккупантов 29 января 1944 года.
С 1954 года в составе Удосоловского сельсовета.
В 1958 году население деревни Ратчино составляло 180 человек.
С 1959 года в составе Кайболовского сельсовета.
По данным 1966, 1973 и 1990 годов деревня Ратчино также входила в состав Кайболовского сельсовета.
В 1997 году в деревне проживали 42 человека, в 2002 году также 42 человека (русские — 91 %), в 2007 году — 41.

## География
Деревня расположена в восточной части района на автодороге 41К-111 (Перелесье — Гурлёво).
Расстояние до административного центра поселения — 5 км.
Расстояние до ближайшей железнодорожной платформы Куммолово — 12 км.
Деревня находится в урочище Болото Ратчинский Мох, рядом с болотом Корчанский Мох (к юго-востоку от деревни).

## Демография
| 1838 | 1857 | 1862 | 1882 | 1885 | 1899 | 1997 |
| ---- | ---- | ---- | ---- | ---- | ---- | ---- |
| 350  | ↘297 | →297 | ↗315 | ↘290 | ↗304 | ↘42  |
| 2007 | 2010 | 2017 |      |      |      |      |
| ↘41  | ↘39  | ↗45  |      |      |      |      |

### Национальный состав
Согласно данным Всероссийской переписи населения 2021 года в деревне проживали 68 человек, из них:
 русские — 63, азербайджанцы — 3, украинцы — 1 человек, один человек национальность не указал.

## Достопримечательности
В Ратчине находится разрушенная церковь Георгия Победоносца 1906 года постройки, кирпичная в русском стиле. До этого была деревянная, уничтоженная пожаром.

## Археология и палеогенетика
Могильник Ратчино-I является памятником прибалтийско-финского населения, ближайшими аналогами которому являются могильники Ополье на Ижорском плато и Залахтовье в Юго-Восточном Причудье. Древнейшие захоронения многослойного могильника относятся к раннему римскому времени, позднейшие — к началу XIII века. Захоронения некрополя Ратчино I относятся к специфическому пограничному кругу древностей типа Залахтовье — Ополье — Ратчино, в котором яркая материальная культура, ориентированная на Эстонию, сочетается с древнерусскими и скандинавскими изделиями. У образцов из Ратчино I выявлены три Y-хромосомные гаплогруппы: N1a1-M46, N1a1a1a1a-CTS2929 и E1b1b1a1b-V13, имеющая преимущественно карпато-балканское распространение. Филогенетические сети, построенные на основе STR-гаплотипов Y-хромосомной гаплогруппы N1a1-M46, показали генетическую близость средневековых коллективов, оставивших могильники Ратчино I и Великино, к современным популяциям прибалтийско-финских народов.